# Abraham du Bois (regent)
Abraham Adriaan du Bois (Rotterdam, 13 augustus 1713 - aldaar, 11 september 1774) was een bewindhebber van de kamer van de Westindische Compagnie (WIC) in Rotterdam en de Rotterdamse kamer van de Vereenigde Oost-Indische Compagnie (VOC). Hij diende ook als burgemeester van Rotterdam.
Abraham du Bois was heer van een aantal heerlijkheden in de omgeving van Rotterdam: Nederveen-Cappel, Giessen, Molenaarsgraaf en Uitwijk. Hij was een zoon van Hugo du Bois, die van 1730 tot zijn dood in 1740 als bewindhebber van de Rotterdamse kamer van de WIC diende. Hij studeerde rechten in Leiden en op 13 maart 1741 volgde hij zijn vader op als bewindhebber van de Rotterdamse kamer van de WIC.
In 1742 werd hij benoemd tot bewindhebber van de Rotterdamse kamer van de VOC, waarmee hij wel zijn functie bij de WIC moest neerleggen. Om de benodigde 3000 gulden aan VOC-aandelen bijeen te krijgen om VOC-bewindhebber te kunnen worden, zou du Bois flink met aandelen hebben gesjoemeld, door aandelen van andere partijen te lenen en te beweren dat deze van hem waren. Du Bois bleef VOC-bewindhebber tot zijn dood in 1774.
Als Rotterdamse regent bekleedde hij allerlei functies in de stad. Zo zat hij in de Rotterdamse raad van 1747 tot 1774 en diende ook tussen 1752 en 1773 herhaaldelijk als burgemeester van Rotterdam. Daarnaast zat hij sinds 1750 in de hoogheemraad van Schieland en was van de oprichting in 1769 tot 1772 beschermheer van het Bataafs Genootschap.
Hij trouwde op 9 mei 1742 in Rotterdam met Geertruda Hacoba Visch en na 1744 met Jacoba Margaretha Lestevenon.
In het Rijksmuseum hangt een portret van du Bois, geschilderd door Jean Humbert. Dit portret uit 1760 hing oorspronkelijk in het Oostindisch Huis aan de Boompjes in Rotterdam.